# Chondrosia rugosa
Chondrosia rugosa är en svampdjursart som beskrevs av Jörn Hentschel 1909. Chondrosia rugosa ingår i släktet Chondrosia och familjen Chondrillidae. Inga underarter finns listade i Catalogue of Life.